# Santa Helena (Santa Catarina)
Santa Helena es un municipio brasileño del estado de Santa Catarina. Tiene una población estimada al 2022 de 2 425 habitantes. Ubicado en la frontera con la República de Argentina, pertenece a la Región metropolitana del Extremo Oeste.

## Historia
La localidad fue fundada por colonos de origen italiano y alemán provenientes de Río Grande del Sur en 1943. Se creó el distrito de Santa Helena en 1962, perteneciente a Descanso. Se emancipó el 9 de enero de 1992.